# Staurochlamys
Staurochlamys je monotipski biljni rod glavočika (Asteraceae) iz podtribusa Melampodiinae, dio tribusa Millerieae. Jedina vrsta je brazilski endem iz država Tocantins, Maranhao, Piauí i Goiás.
Opisan je u Hooker's Icon. Pl. 19: t. 1825 (1889)

## Sinonimi
Nema.